# Singulari quidem
Singulari quidem ist eine Enzyklika von Papst Pius IX., sie wurde am 17. März 1856 veröffentlicht. Der Papst wandte sich an die Kardinäle, Erzbischöfe, Bischöfe, Ordensvorsteher und alle Mitbrüder und schrieb „über die Kirche in Österreich“.
Eingangs lobt Papst Pius IX. die Bischöfe von Österreich über das abgeschlossene Konkordat mit dem Kaiser Franz Joseph I. von Österreich. Dann erwähnt er die verschiedenen „bösen Machenschaften“, welche den Fortschritt der Kirche bedrohen würden und mahnt eine gute Priesterausbildung und eine gründliche Bildung der Jugendlichen an.
Diese Enzyklika ist auch eines der Grundlagendokumente zu der von Pius IX. erstellten Liste „Über die geächteten Irrtümer“ (Syllabus errorum vom 8. Dezember 1864). So zählte er in „Singulari quidem“  den  Pantheismus, Naturalismus, absoluten Rationalismus und den Indifferentismus zu den „bösen Irrtümern“. Er wandte sich ebenfalls gegen die Ausbreitung des ökumenischen Gedankens und erklärte, dass ein Wechsel der Ideologien eine Veränderung der Gesellschaft bewirken würde. Er bekräftigt die Überzeugung, dass außerhalb der Kirche niemand auf ein göttliches Leben oder auf Rettung hoffen könne, es sei denn, dass er durch Unwissenheit und jenseits seiner eigenen Kontrolle in den Sog des Bösen hineingezogen worden sei.